# Strathcona Composite High School
Strathcona Composite High School, o Scona come è chiamata gli studenti, è una high school pubblica della città di Edmonton, in Alberta. La scuola venne costruita per ospitare 1 200 studenti, ma attualmente ne ospita oltre 1 500. Scona non va confusa con la vicina Old Scona Academic School.

## Set cinematografico
Nel 1987 gli esterni della scuola sono stati usati per le riprese del film horror Prom Night II - Il ritorno.